# Девід Бітті
Девід Бітті, 1-й граф Бітті (англ. David Beatty, 17 січня 1871, Хаубек, округ Степлі, Нантвіч, графство Чешир — 11 березня 1936) — британський флотоводець, адмірал флоту (1919), Перший лорд Адміралтейства (1919—1927).

## Біографія
Девід Бітті народився 17 січня 1871 року в сім'ї відставного армійського капітана Девіда Лонгфілда Бітті, що походив із ірландських дворян.
Почав службу на флоті в січні 1884 року в 1897—1899 роках брав участь у війні в Судані, в тому числі в поході британських військ на Хартум (1898), під час якого був підвищений у званні до коммандера.
Брав участь в придушенні Іхетуаньського повстання в 1900 році, в червні 1900 під час взяття Тяньцзіня був двічі поранений в руку. За свою мужність Бітті був нагороджений підвищенням у званні — у віці 29 років він став наймолодшим капітаном в Королівському флоті (середній вік людини, що одержує звання капітана, в ті часи був 43 роки).
З 1908 по 1910 роки командував броненосцем «Куїн». 1 січня 1910 року Девід Бітті отримав звання контр-адмірала, ставши наймолодшим адміралом британського флоту з часів Гораціо Нельсона (не рахуючи членів королівської сім'ї).
Під час Першої світової війни Бітті брав участь в Гельголандской битві (1914), битві при Доггер Банку (1915) і Ютландському бою (1916). Показав себе агресивним командиром, що очікують від своїх підлеглих прояву ініціативи замість очікування наказів командира. У грудні 1916 року змінив Джона Джелліко на посаді командувача Гранд Фліт і отримав звання адмірала.
У 1919 році став Першим морським лордом і отримав титул графа Бітті.